# Granville Railway Station
Granville Railway Station är en järnvägsstation belägen i Granville i New South Wales i Australien. Stationen öppnades den 2 juli 1860, och flyttades till dess nuvarande plats 1880.